# 21050 Beck
21050 Beck este un asteroid din centura principală de asteroizi.

## Descriere
21050 Beck este un asteroid din centura principală de asteroizi. A fost descoperit pe 10 octombrie 1990 la Tautenburg de Lutz Dieter Schmadel și Freimut Börngen. Asteroidul prezintă o orbită caracterizată de o semiaxă mare de 2,75 ua, o excentricitate de 0,19 și o înclinație de 12,9° în raport cu ecliptica.